# Hexalogie
Hexalogie je umělecké (nejčastěji literární) dílo o šesti relativně samostatných částech, které spolu souvisejí motivicky, látkově nebo problémově.

## Příklady hexalogií

### Film
Označení filmová hexalogie je pojem zavádějící resp. nemusí být stálý, neboť u komerčně úspěšných filmů mohou být dotáčena jejich další pokračování. Nikdo proto nemůže říci, zdali to, co je dnes charakterizováno jako hexalogie, nebude zítra např. heptalogií nebo filmovou sérií. V kinematografii má proto tento pojem smysl pouze u výrazně časově ohraničených nebo již definitivně uzavřených děl. V české resp. československé kinematografii takovouto hexalogii tvoří šestice filmů režiséra Dušana Kleina z let 1982 až 2016 Jak svět přichází o básníky, Jak básníci přicházejí o iluze, Jak básníkům chutná život, Konec básníků v Čechách, Jak básníci neztrácejí naději a Jak básníci čekají na zázrak.
- Rocky – filmová série (Rocky, Rocky II, Rocky III, Rocky IV, Rocky V a Rocky Balboa).
- Sága o Středozemi (Pán prstenů: Společenstvo Prstenu, Pán prstenů: Dvě věže, Pán prstenů: Návrat krále, Hobit: Neočekávaná cesta, Hobit: Šmakova dračí poušť, Hobit: Bitva pěti armád)
- Terminátor (režie James Cameron), Terminátor 2: Den zúčtování (režie James Cameron), Terminátor 3: Vzpoura strojů (režie Jonathan Mostow), Terminator Salvation (režie McG) a Terminátor Genisys (režie Alan Taylor), Terminátor: Temný osud (režie Tim Miller)